# Theater Instituut Nederland

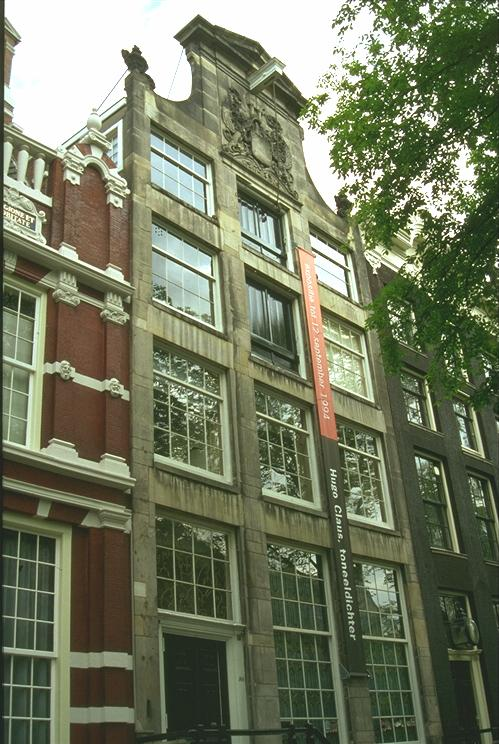
Herengracht 168

Das Theater Instituut Nederland (TIN) war bis 2012 ein Informationszentrum für die Vergangenheit und Gegenwart des niederländischen Theaters. Das TIN war in den 2010er Jahren von staatlichen Haushaltskürzungen betroffen, weshalb das Institut Ende 2012 aufgelöst wurde. Die Stiftung wurde als Theater in Nederland (TiN) weitergeführt. Zu den Aktivitäten dieser Stiftung gehören die Veröffentlichung einer digitalen Theaterenzyklopädie und die Porträtreihe eenlevenlangtheater.nl (heute aufgegeben und in die Theaterencyclopedie integriert).
Die Sammlung des TIN kann als das „Theatergedächtnis“ der Niederlande verstanden werden und umfasst mehr als 500.000 Objekte vom 17. Jahrhundert bis heute. Sie bildete die Grundlage für Wanderausstellungen, Bildungsprogramme und (digitale) Publikationen. Darüber hinaus organisierte das TIN Diskussionsrunden, internationale Informations- und Werbemaßnahmen und sorgte für die Koordination innerhalb des Theatersektors. Die Sammlung des TIN wird heute von den Bijzondere Collecties van de Universiteit van Amsterdam (übers.: Besondere Sammlungen der Universiteit van Amsterdam) verwaltet und kann dort eingesehen werden.

## Geschichte des TIN

### Toneelmuseum
Het Theater Instituut Nederland (TIN) begann 1924 als das Theatermuseum, gegründet von einer Gruppe begeisterter Theaterliebhaber, welche Privatsammlungen aufkauften und zusammentrugen. Im Jahr 1960 eröffnete das Theatermuseum seine Bibliothek und Dauerausstellung in einem historischen Grachtenhaus an der Herengracht 168 in Amsterdam. 

### Nederlands Theater Instituut
Im Jahr 1978 fusionierte das Museum mit de „Internationaal Theater Instituut“ und dem  „Archief van Klank en Beeld“ zum „Nederlands Theaterinstituut“.  In den folgenden Jahren kamen auch einige kleinere Institute für Tanz, Pantomime und Puppenspiel an die Herengracht, so das „Museum voor het Poppenspel“ in Den Haag im Jahr 1982. 

### Theater Instituut Nederland
Am 2. Oktober 1992 vereinigten sich die, im gleichen Haus befindlichen, Einrichtungen „Nederlands Theater Instituut“, „Nederlands Instituut voor de Dans“, „Nederlandse Mime Centrum“ und das „Nederlands Poppenspel Instituut“ zum heutigen „Theater Instituut Nederland“. Seitdem ist das TIN sowohl eine Einrichtung des Kulturerbes als auch eine Facheinrichtung für Theater und Tanz. Das TIN zog 2009 um in die Sarphatistraat 53, wo sich die Mediathek und die Büros befanden. Die Sammlung wurde nicht mehr an einem festen Ort präsentiert, sondern in Wanderausstellungen an verschiedenen Orten in Zusammenarbeit mit anderen Museen, kulturellen Einrichtungen und Festivals.
Infolge der Kürzungen des Kabinett Rutte I im Kulturbereich wurde das „Theater Instituut Nederland“ zu Ende des Jahres 2012 aufgelöst und durch „Theater in Nederland“ ersetzt. Die langfristige Verwaltung der Sammlung wurde der Abteilung für Sondersammlungen der Universitätsbibliothek Amsterdam übertragen.